# كينكاكو-جي

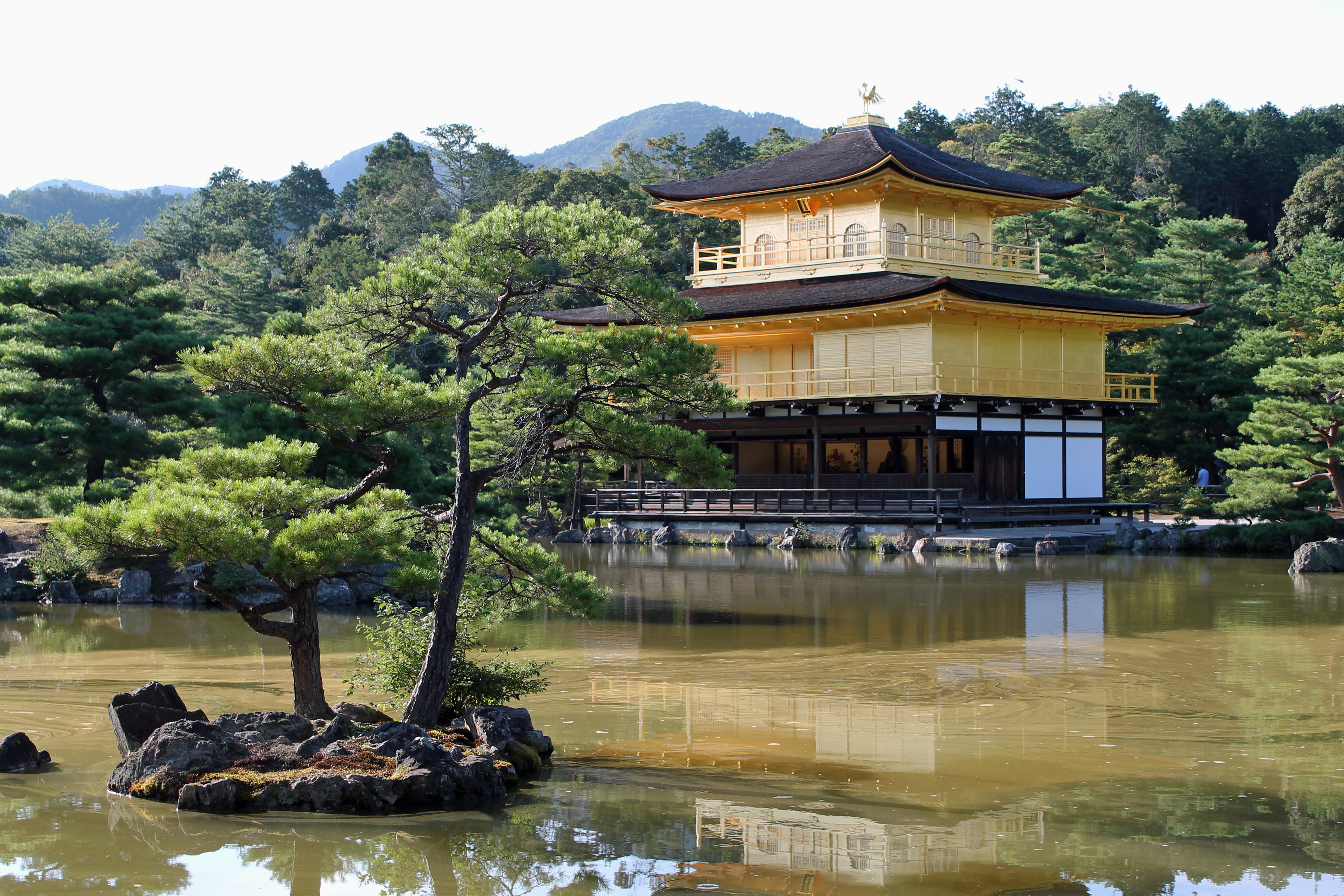
كينكاكو-جي

كينكاكو-جي (باليابانية: 金閣寺 = معبد السرادق الذهبي) هو معبد زن بوذي، يقع بالقرب من كيوتو، ويعد أشهر المعالم السياحية في اليابان. يعتبر البناء وحديقته التي حافظت على تصميمها الأصلي، من أبرز الشواهد على عمارة فترة موروماتشي (1336-1573 م)، ورمزا للحركة التي قام بها الشوغون «يوشي-ميتسو» لصالح الآداب والفنون.
بدأت أعمال تشييده سنة 1397 م في حي «كيتاياما» -إحدى ضواحي كيوتو-، ليكون مقرا لإقامة ثاني الشوغونات من أسرة أشيكاغا، «أشيكاغا يوشي-ميتسو» ع (1358-1408 م)، بعد وفاة الأخير تم تحويله إلى معبد بوذي. يحتضن المعبد بعض الآثار لبوذا، وتم وضع رقائق من الذهب على جدرانه، وهو سبب تسميته. قام أحد الرهبان بإضرام نيران أتت على المعبد بكامله سنة 1950 م. يعود تاريخ البناء الحالي إلى سنة 1955 م.

## تاريخ
في عام 1394 م قام الشوغون «أشيكاغا يوشي-ميتسو»، بالتنحى عن الحكم لصالح ابنه «أشيكاغا يوشي-موتشي» ع (1386-1428 م)، بعدها بأربع سنوات (1398 م) قرر أن يستقر في الإقامة التي قام ببنائها السنة التي قبلها: كينكاكو-جي. ظل «يوشي-ميتسو» مقيما فيها حتى وفاته سنة 1408 م، أصبح المكان ووفقا لوصيته معبدا لطائفة «رن-زائي» من أتباع مذهب زن البوذي، وأصبح يسمى «روكوأون-جي» (Rokuonji = 鹿苑寺 = معبد حديقة الظباء).
تعرض المعبد لعمليات تخريب عديدة على مر التاريخ، وتمت إعادة ترميمه مرات عدة. إلا أن أشد الأحداث التي مرت عليه كان بطلها أحد الرهبان البوذيين، فقد قام الأخير بإضرام النار في المعبد عام 1950 م، أتت النيران على كامل المبنى، وأصبح الحدث مترسخا في الذاكرة المحلية عندما قام الروائي الياباني «ماشيما يوكي-أو» (1925-1970 م) بكتابة روايته كينكاكو-جي (Kinkaku-ji، 1956). أعيد بناء السرادق الذهبي مرة أخرى، إلا أنه فقد أكثر أربعة أخماس مساحته الأصلية، عدا البناء الرئيسي اندثرت آثار المباني الملحقة، فقط الحديقة حافظت على رونقها الأصلي.

## هندسة المبنى
تم بناء الطوابق الثلاثة للمبنى بطرز مختلفة:
- الطابق الأرضي (Hosui-in): بنى على طراز شيندن-زوكوري (shinden-zukuri)، ويعود أصله إلى القصور والإقامات الكبيرة من فترة هييآن (784-1185 م)،
- الطابق الأول (Choon-do): بنى على طراز بوكه-زوكوري (buke-zukuri)، ويعود إلى الإقامات العسكرية لفترة كاماكورا (1185-1333 م).
- الطابق الثثاني (Kukkyo-cho): بنى على طراز كارايو-زوكيري (karayo-zukuri)، وهو أقرب إلى هندسة المباني الصينية، ومباني المعابد زن البوذية.

تم طلاء الأسقف بالورنيش، ووضعت رقائق ذهبية رفيعة على جدرانه الخارجية، وتنعكس الأضواء التي تحدثها هذه على صفحة الماء في البحيرة المحيطة بالمكان، ويعتبر منظر المعبد وهو يعكس أشعة الشمس من المناظر المشهورة في اليابان، وقد ألهم العديد من رجال الأدب والفن.

## اقرأ أيضاً
- تاريخ اليابان